# Ernest Chausson
Ernest Chausson (París, 20 de enero de 1855-Limay, Seine-et-Oise, 10 de junio de 1899) fue un compositor romántico francés. Su obra, relativamente modesta en cuanto a cantidad (no llegan a setenta sus obras, con sólo 39 números de opus), muestra la influencia de César Franck y de Richard Wagner. Sus obras más conocidas son el Poème, para violín y orquesta, la Sinfonía y la ópera Le Roi Arthus.

## Biografía
Nacido en el seno de una familia burguesa, su padre, Prospère Chausson (1804-94), empresario de obras públicas, le dio una buena educación. Tuvo un preceptor particular, Brethous-Lafargue, un hombre de mundo amante de las disciplinas artísticas, que lo llevaba a conciertos y exposiciones y que lo introdujo, hacia 1871, en los salones parisinos. Chausson frecuentó el de Madame Jobert (la madrina de Musset) y, a partir de 1874, el de Madame Saint-Cyr de Rayssac. En ellos conoció a personalidades como los pintores Henri Fantin-Latour, Odilon Redon, Paul Chenavard, al abad Lacaria y al músico Vincent d'Indy. Por esa época, comenzó a escribir —redactaba noticias y esbozó una novela— y ensayó un poco el dibujo.
En octubre de 1875, para satisfacer a su padre, ingresó en la facultad de derecho. Obtuvo su licenciatura en abril de 1876 y el 7 de mayo de 1877 el doctorado. Se convirtió en abogado de la corte de apelación de París, pero nunca hizo el curso de prácticas.
En octubre de 1879, a la edad de 25 años, se matriculó por libre en la clase de composición que Jules Massenet impartía en el Conservatorio de París. Tenía ya escritas algunas composiciones, como dos sonatinas para piano a cuatro manos, algunas variaciones, algunas canciones, aunque los manuscritos más antiguos que se conservan son de estudios de composición corregidos por Massenet. Se presentó al Prix de Rome en 1880 con la cantata L'Arabe para tenor y coro de hombres, pero fracasó en el concurso. Continuó sus estudios hasta 1883, primero en el Conservatorio y después, de forma privada, con César Franck, al que había sido presentado por d'Indy.
En 1882 viajó a Alemania, principalmente para escuchar a Wagner. Asistió en el Festival de Bayreuth al estreno de Parsifal, acompañado por d'Indy.
En 1883 se casó con Jeanne Escudier y viajó con ella a Bayreuth (volvió a hacer de nuevo el «peregrinaje» en 1889). En 1886 fue nombrado secretario de la Société Nationale de Musique, fundada por Saint-Saëns en 1870, con el objetivo de promover un nuevo y original estilo musical francés. Fue secretario de la sociedad hasta su muerte en 1899. 
Allí conoció a muchas de las personalidades artísticas de París, como los compositores Duparc, Fauré, Debussy, Pierre de Bréville, Ysaye y Albéniz; a los poetas Mallarmé y Henri de Régnier; al novelista y dramaturgo ruso Turgenev; y a los pintores Monet y Puvis de Chavanne, entre otros. Muchos de ellos frecuentaron su afamado salón del n.º 22 de la rue de Courcelles de París. Por esos años, Chausson, buen coleccionista de arte, logró formar una importante colección de pintura impresionista. 
Murió el 10 de junio de 1899 en Limary, a los 44 años de edad, a causa de un desgraciado accidente de bicicleta en el que, tras perder el control, chocó contra el muro de cierre de su propiedad, rompiéndose el cráneo. Dejó su última obra, un cuarteto de cuerda, inacabada. Fue completada por d'Indy. Está enterrado en el Cementerio de Père-Lachaise en París.

## Obra musical

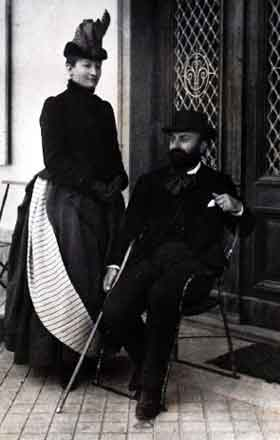
Chausson y su esposa en 1890.

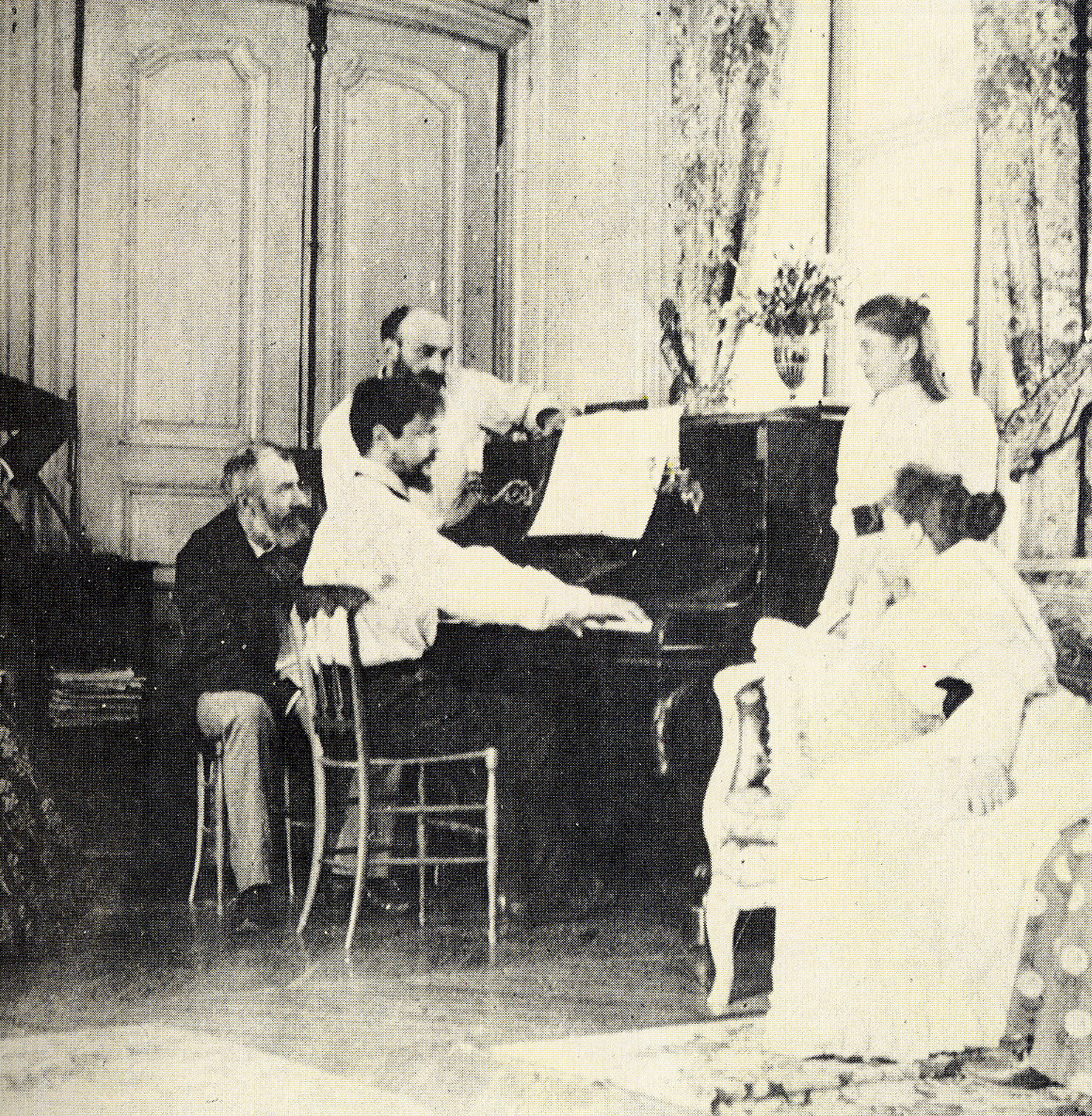
Ernest Chausson (al fondo) escucha a Debussy al piano, 1893.

Habitualmente, se clasifica su obra en tres periodos. El primero (1878-86), caracterizado por la influencia de las enseñanzas de Massenet, sería el periodo de las melodías elegantes, a menudo un poco relamidas, con canciones como Le charme (1879), Les papillons (1880) o la Sérénade Italienne (1880). En este periodo hay una evolución de la trama armónica y formal, influida por las músicas de Wagner —como en la orquestación de Viviane (1882)— y de César Franck —como en las canciones Nany (1880), La dernière feuille (1880), las Quatre mélodies op.8 (1882-88), el Hymne védique (1886), y una obra mayor, La caravane (1887).
El segundo periodo coincide con su nominación como secretario de la Société de Musique en 1886. Se atribuye a la frecuentación de los medios artísticos y, sobre todo, al de los compositores, la emergencia de un fuerte carácter dramático, que también se explica por su carácter pesimista, o por el deseo de deshacerse de la imagen de rico diletante que siempre lo acompañó. Entre las obras más destacadas de esta etapa se pueden mencionar el Poème de l’amour et de la mer (1882-93), La légende de Sainte-Cécile (1891), su opera Le roi Arthus (1886-95), cuyo libreto escribe también, la Symphonie op. 20 (1889-90) y el Concerto op. 21 para piano, violín y cuarteto de cuerdas (1889-91).
La muerte de su padre en 1894 marca el principio del tercer periodo, caracterizado por la gran influencia que en él ejercen los poetas simbolistas y sus lectura de los rusos Dostoievski, Turguenev y Tolstoi. De esta época son el ciclo de las Serres chaudes (1893-96) sobre poesías de Maeterlinck, la Chanson perpétuelle (1898), el Poème opus 25 para violín y orquesta, estrenada por Ysaye y muy apreciada por Debussy.
Chausson fue un amateur que tuvo gusto y supo hacer. Se benefició de un entorno muy propicio, pero comenzó su vida de compositor con un bagaje técnico relativamente pobre. Lo que le faltaba, lo adquirió, descubrió e inventó a lo largo del tiempo y de sus obras. Es por ello por lo que puede que componga tan lentamente (Arthus, que en teoría pertenece al segundo periodo, permaneció en su pupitre durante 9 años y es, de hecho, una obra del pretendido tercer periodo). Con los años, la obra de Chausson ganó constantemente en maestría formal y muestra una brillante armonía, a menudo original, a veces audaz, construida sobre la herencia de César Franck, aun cuando esté teñida por la admiración que siente por la música wagneriana.

## Catálogo de obras
| Año     | Opus    | Obra | Tipo de obra                |
| ------- | ------- | --- | --------------------------- |
| 1877    | (s.op.) | Lilas (según un poema de M. Bouchor), para voz y piano. | Música vocal (piano)        |
| 1878    | (s.op.) | Le petit sentier (según un poema de M. Bouchor), para voz y piano. | Música vocal (piano)        |
| 1878    | (s.op.) | Deux mélodies sur des poèmes de M. Bouchor [L’âme des bois - Chanson]. | Música vocal (piano)        |
| 1878-79 | (s.op.) | Deux sonatines, para piano a 4 manos en sol mineur et ré mineur. | Música solista (piano)      |
| 1879    | (s.op.) | O salutaris en si majeur pour orgue ou piano ou harpe. | Música de cámara            |
| 1879    | (s.op.) | Le rideau de ma voisine (según un poema de Musset), para voz y piano. | Música vocal (piano)        |
| 1879    | (s.op.) | L’albatros (según un poema de Charles Baudelaire), para voz y piano. | Música vocal (piano)        |
| 1879    | (s.op.) | La veuve du roi basque (según un poema de L. Brethous-Lafargue), balada para voz solista, coro y orquesta. | Música coral (orquesta)     |
| 1879-80 | Opus 01 | Cinq fantaisies, opus 1, para piano [planches détruites]. | Música solista (piano)      |
| 1879-80 | (s.op.) | Hylas (según un poema de Leconte de Lisle), para voces solistas, coro y orquesta. | Música coral (orquesta)     |
| 1879-82 | Opus 02 | Sept mélodies, opus 2 [Nanny (Leconte de Lisle) - Le charme (A. Silvestre) - Les papillons (T. Gautier) - La dernière feuille (T. Gautier) - Sérénade italienne (P. Bourget) - Hébé (L. Ackermann) - Le colibri (Leconte de Lisle)]. | Música vocal (piano)        |
| 1880    | (s.op.) | Esméralda, sur un texte de Victor Hugo para voz solista y orquesta [dos versiones]. | Música vocal (orquesta)     |
| 1880    | (s.op.) | Jeanne d'Arc, drame lyrique para solistas y coro femenino. | Ópera                       |
| 1880    | (s.op.) | Sonatine, para piano en fa mayor. | Música solista (piano)      |
| 1880-81 | (s.op.) | Onze fugues sur des sujets empruntés à Bach, Franck, Hasse, Massenet, Saint-Saëns. |                             |
| 1881    | (s.op.) | L’arabe, cantata según un texto anónimo para tenor, coro de hombres y orquesta [para el Prix de Rome]. | Cantata                     |
| 1881    | (s.op.) | Andante et allegro, para clarinete y piano. | Música de cámara            |
| 1881    | (s.op.) | Hymne à la nature (según un poema de A. Silvestre), para cuarteto vocal. | Música vocal                |
| 1881    | Opus 03 | Trio en sol mineur para piano, opus 3. | Música solista (piano)      |
| 1882    | (s.op.) | Nous nous aimerons (según un poema anónimo), para voz y piano. | Música vocal (piano)        |
| 1882    | Opus 04 | Les caprices de Marianne, opus 4, comedia lírica, según A. de Musset (estrenado en la Société Nationale de Musique (París), 18 de abril de 1885). | Ópera                       |
| 1882    | Opus 05 | Viviane, opus 5, poème symphonique sur la légende des «Chevaliers de la Table ronde» (révisé en 1887). | Música orquestal            |
| 1882-90 | Opus 19 | Poema del amor y del mar opus 19 (según un poema de M. Bouchor), para voz solista y orquesta [1 La fleur des eaux - 2 Interlude - 3 La mort de l’amour, Le temps de lilas] (revisado en 1893). | Música vocal (orquesta)     |
| 1883    | Opus 11 | Deux duos opus 11 [La nuit sur un poème de T. de Banville; Le réveil sur un poème de H. de Balzac]. | Música vocal (piano)        |
| 1883-84 | Opus 07 | Hélène, opus 7, drame lyrique en deux actes d'après Leconte de Lisle) (estrenado en la Société Nationale de Musique (París) 14 de mayo de 1887). | Ópera                       |
| 1884    | (s.op.) | Le mort maudit (según un poema de J. Richepin), para voz y piano. | Música vocal (piano)        |
| 1884    | (s.op.) | Marche militaire, para piano. | Música solista (piano)      |
| 1885    | (s.op.) | Chanson de noces dans les bois (según un poema de A. Theuriet) para dos sopranos y piano. | Música vocal (piano)        |
| 1885-87 | Opus 13 | Quatre mélodies opus 13 [Apaisement (Paul Verlaine) - Sérénade (J. Lahor) - L’aveu (V. de l’Isle Adam) - La cigale (Leconte de Lisle)]. | Música vocal (piano)        |
| 1886    | Opus 12 | Trois motets pour quatuor vocal, violoncelle harpe et orgue, opus 12 [1 Ave Maria - 2. Tota pulchra es - 3. Ave maris stella]. | Música vocal (instrumental) |
| 1886    | (s.op.) | Epithalame (según un poema de M. Bouchor), para voz y piano. | Música vocal (piano)        |
| 1886    | Opus 09 | Hymne védique (según un poema de Leconte de Lisle), opus 9, para 4 voces y orquesta. | Música vocal (orquestal)    |
| 1886    | Opus 10 | Solitude dans les bois, opus 10, poème symphonique [détruit]. | Música orquestal            |
| 1886-95 | Opus 23 | Le roi Arthus, opus 23, drame lyrique en trois actes sur un livret du compositeur, créé au théâtres de la Monnaie (Bruxelles) le 30 de noviembre de 1903. | Ópera                       |
| 1887    | Opus 14 | La caravane (según un poema de T. Gautier), opus 14 [existe versión orquestal]. | Música vocal (piano)        |
| 1887-88 | Opus 15 | Chant nuptial, opus 15 (según un poema de Leconte de Lisle), para cuarteto de voces femeninas. | Música vocal                |
| 1888    | Opus 17 | Chansons de Miarka sur des poésies de J. Richepin opus 17 [Les morts - La pluie]. | Música vocal                |
| 1888-89 | Opus 18 | La tempête, opus 18, musique de scène pour le drame de W. Shakespeare (traduction de M. Bouchor), para voces solistas y pequeña orquesta [Chant d’Ariel - Air de danse - Duo de Junon et Cérès - Danse rustique - Chanson d’Ariel]. (Estrenada en el Petit Théâtre des Marionettes (París) el 5 de noviembre de 1888) (La Chanson d’Ariel se arregló para solo voices, flauta, violín, viola, chelo, arpa y celesta (pub. 1905)). | Ópera                       |
| 1889    | (s.op.) | Les oiseaux, música de escena pour l'oeuvre d'Aristophane (flauta y arpa) (estrenada en el Petit Théâtre des Marionettes [París) en abril de 1889. | Ópera                       |
| 1889-90 | Opus 20 | Symphonie en si, opus 20. | Música orquestal            |
| 1889-91 | Opus 21 | Concerto en ré majeur pour piano, violon et quatuor de cordes, opus 21. | Música orquestal            |
| 1890    | Opus 16 | Trois motets, para voz, arpa y órgano opus 16 [1. Lauda Sion - 2. Benedictus - Pater noster]. | Música vocal (instrumental) |
| 1890-97 | Opus 28 | Chansons de Shakespeare sur des traductions de M. Bouchor opus 28 [Chanson de clown de la «Douzièmes nuit»; Chanson d’amour de «Mesure pour mesure»; Chanson d’Ophélie d'«Hamlet»; Chant funèbre de «Beaucoup de bruit pour rien»]. | Música vocal                |
| 1891    | (s.op.) | Tantum ergo pour voz solista, órgano, violín y arpa. | Música vocal (instrumental) |
| 1891    | Opus 22 | La légende de Sainte Cécile, opus 22, musique de scène sur un livret de M. Bouchor, pour voces solistas, voces femeninas y pequeña orquesta, (estrenado en el Petit Théâtre des Marionettes l e 25 janvier 1892). | Ópera                       |
| 1895    | Opus 38 | Paysage, para piano opus 38. | Música solista (piano)      |
| 1895    | (s.op.) | Chœur de femmes avec accompagnement de piano. | Música coral (piano)        |
| 1895-96 | Opus 24 | Serres chaudes sur des textes de M. Maeterlinck opus 24 [Serre chaude - Serre d’ennui - Lassitude - Las Fauves - Oraison]. | Música vocal                |
| 1896    | Opus 25 | Poème pour violon et orchestre, opus 25. | Música orquestal            |
| 1896    | Opus 26 | Quelques danses pour piano, opus 26 (1. Dédicace - 2- Sarabande - 3- Pavane - 4. Forlane). | Música solista (piano)      |
| 1896    | Opus 27 | Trois lieder sur des poésies de C. Mauclair opus 27 [Les heures - Ballade - Les couronnes]. | Música vocal (piano)        |
| 1896-97 | Opus 29 | Ballata sur un poème de Dante pour quatuor vocal, opus 29 (Canzoniere di Dante). | Música vocal                |
| 1896-98 | Opus 36 | Deux mélodies, opus 36 [Cantique à l’épouse sur une poésie d'A. Jounet - Dans la forêt du charme et de l'enchantement sur un poème de J. Moréas]. | Música vocal (piano)        |
| 1897    | Opus 08 | Quatre mélodies sur des poèmes de M. Bouchor, opus 8 (Nocturne - Amour d’antan - Printemps triste - Nos souvenirs). | Música vocal (piano)        |
| 1897    | Opus 31 | Vêpres pour le commun des vierges pour orgue, opus 31. | Música solista (órgano)     |
| 1897    | (s.op.) | Concerto pour piano, hautbois, alto at quatuor de cordes [études]. | Música instrumental         |
| 1897    | Opus 30 | Quatuor en la majeur pour piano, opus 30. | Música solista (piano)      |
| 1897    | Opus 39 | Pièce pour violoncelle ou alto et piano, opus 39. | Música de cámara            |
| 1897-98 | Opus 32 | Soir de fête, poème symphonique, opus 32. | Música orquestal            |
| 1897-99 | Opus 35 | Quatuor de cordes opus 35 [completado por Vincent d'Indy]. | Música de cámara            |
| 1898    | (s.op.) | Marins dévots à la Vierge (según un poema de L.-P. Fargue), para voz y piano. | Música vocal (piano)        |
| 1898    | Opus 33 | Pour un arbre de Noël (según un poema anónimo), opus 33. | Música vocal                |
| 1898    | Opus 34 | Deux poèmes sur des textes de Paul Verlaine, opus 34 (La chanson bien douce; Le chevalier malheur). | Música vocal                |
| 1899    | (s.op.) | Symphonie n° 2 (études). | Música orquestal            |
| (s.d.)  | (s.op.) | Le jugement de Pâris, para barítono y orquesta. | Música vocal (orquestal)    |
| 1898    | Opus 37 | Chanson perpétuelle, sur une poésie de Charles Cros, opus 37, pour soprano et orquesta (o quinteto de piano). | Música vocal (orquestal)    |